# Tentativa de golpe de Estado em São Tomé e Príncipe em 2003
Golpe de Estado em São Tomé e Príncipe em 2003 foi uma tentativa de golpe de Estado por parte dos rebeldes em 16 de julho de 2003, liderada pelo Major Fernando Pereira. Os líderes golpistas alegaram que haviam agido para derrubar o governo para ajudar a deter a pobreza na região.

## Antecedentes
A nação insular já havia experimentado instabilidade política. Poucos meses antes da tentativa de golpe de 2003, o presidente Fradique de Menezes dissolveu o Parlamento devido aos desacordos sobre a questão do poder do presidente. A situação foi resolvida após negociações entre ambos os lados que levaram a um acordo para realizar reformas até 2006.  O golpe foi liderado por membros da Frente Democrática Cristã (um partido político sem assentos no Parlamento). Incluía muitos voluntários no 32ª Batalhão Búfalo sul-africano. 

## Detalhes do golpe
O presidente Menezes estava fora do país, numa viagem particular à Nigéria, quando o golpe começou em 16 de julho.  O golpe teve inicio com soldados tomando o controle de locais estratégicos e prendendo o primeiro-ministro e o ministro do petróleo, o primeiro ministro sofreu um ataque cardíaco durante o tiroteio em sua casa. Embora o golpe tivesse afetado São Tomé, não afetou a Ilha do Príncipe. Numa conferência de imprensa, Pereira afirmou que as pobres condições de vida dos militares o levaram a se rebelar.

## Consequências
As negociações entre o governo e os líderes golpistas começaram no segundo dia do golpe. Os rebeldes aceitaram devolver o controle com o argumento de que receberiam anistia do governo, bem como a criação de um novo governo e eleições. Diplomatas sul-africanos também entraram nas negociações para discutir o destino dos membros do 32ª Batalhão Búfalo envolvidos no golpe. 